# Ferndorf
Ferndorf (tiếng Slovene: Perja vas) là một đô thị trong huyện Villach-Land ở bang Carinthia ở nước Áo. Đô thị này nằm trong dãy núi Nock giữa thung lũng Drava và Millstätter See. Đô thị này gồm Katastralgemeinden Ferndorf và Gschriet.

## Các đô thị giáp ranh
| Millstatt           |           | Radenthein  |
| Spittal an der Drau |           | Feld am See |
| Stockenboi          | Paternion | Fresach     |

Ferndorf đã được đề cập lần đầu với tên Vedendorf vào năm 1391. Từ năm 1865 đến năm 1906, đô thị này thuộc thị xã Paternion.

## Twin town
- Ferndorf, Kreuztal, Đức